# Oreogrammitis pilosiuscula
Oreogrammitis pilosiuscula är en stensöteväxtart som först beskrevs av Bl., och fick sitt nu gällande namn av Barbara S. Parris. Oreogrammitis pilosiuscula ingår i släktet Oreogrammitis och familjen Polypodiaceae. Inga underarter finns listade.